# Доминик Дим Денг
Доминик Дим Денг (енгл. Dominic Dim Deng) је генерал и политичар из Јужног Судана и члан Народног покрета за ослобођење Судана од 1983.. Погинуо је 2. јула 2008. године у авионској несрећи код 375 километара западно од Џубе заједно са још 18 чланова партије. Рођен је у малом селу Адол у вилајету Вараб, и био је припадник народа Динке. Учествовао је i у Првом и Другом суданском грађанском рату, и обављао је фунцкију првог министра одбране Јужног Судана.